# 李愛月
李 愛月（り あいげつ、 Aiyue Li、 1970年8月15日 - ）は、中国出身の柔道家。現役時代は48kg級の選手。身長157cm。

## 人物
1988年のアジア選手権で優勝を飾った。1989年の福岡国際では優勝を果たした。1990年のアジア競技大会では決勝で江崎史子に0-3の判定で敗れて2位だった。続く福岡国際では田村亮子の内股すかしで一本負けを喫して2連覇はならなかった。1992年のバルセロナオリンピックでは、準々決勝で田村の内股で敗れた。1993年の世界選手権では決勝で田村に0-3の判定で敗れて2位となった。1994年のアジア大会決勝でも田村に0-3で判定負けして2位だった。1995年の世界選手権でも田村の双手刈で一本負けして2位に終わった。1996年のアトランタオリンピックでは初戦で敗れた。

## 主な戦績
- 1988年 - アジア選手権　優勝
- 1989年 - 福岡国際　優勝
- 1990年 - ドイツ国際　3位
- 1990年 - アジア競技大会　2位
- 1990年 - 福岡国際　2位
- 1991年 - 世界選手権　7位
- 1991年 - 福岡国際　3位
- 1992年 - フランス国際　3位
- 1993年 - 世界選手権　2位
- 1994年 - アジア大会　2位
- 1994年 - 福岡国際　3位
- 1995年 - オーストリア国際　3位
- 1995年 - ドイツ国際　2位
- 1995年 - 世界選手権　2位
- 1996年 - 福岡国際　3位